# 11875 Рона
11875 Рона (11875 Rhône) — астероїд головного поясу, відкритий 28 грудня 1989 року.
Тіссеранів параметр щодо Юпітера — 3,132.
Названо на честь річки Рона (фр. Rhône) — однієї з найбільших річок Європи, протікає територією Швейцарії та Франції